# Castejón de Tornos
Castejón de Tornos (aragónul Castellón de Tornos) település Spanyolországban, Teruel tartományban. Castejón de Tornos Báguena, Burbáguena, Tornos, Berrueco, Gallocanta, Val de San Martín és San Martín del Río községekkel határos. Lakosainak száma 66 fő (2024).

## Népesség
A település népessége az utóbbi években az alábbiak szerint változott:
| Lakosok száma | 97   | 91   | 73   | 69   | 64   | 63   | 62   | 60   | 53   | 66   |
|               | 2001 | 2004 | 2007 | 2009 | 2012 | 2014 | 2017 | 2019 | 2022 | 2024 |